# Eduard Fiechtner

Eduard Fiechtner 1904

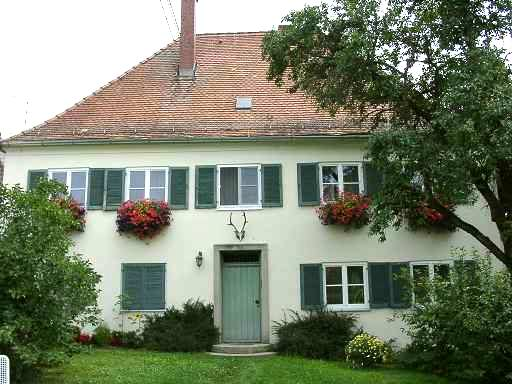
Fiechtners Geburtshaus, das Forsthaus in Hürbel

Eduard Fiechtner (* 5. März 1843 in Hürbel (Landkreis Biberach); † 22. Mai 1922 in Stuttgart-Untertürkheim) war der letzte Schultheiß (Ortsvorsteher) der selbstständigen Gemeinde Untertürkheim von 1879 bis 1905 (bis zur Eingemeindung nach Stuttgart).
Untertürkheim verdankt seinem Engagement als Schultheiß zahlreiche kommunale Einrichtungen, die alle noch heute genutzt werden: 1893 stellte er den Antrag zur Errichtung einer örtlichen Wasserversorgungsanlage. 1892 konnte die neu erbaute Wilhelmsschule, 1900 das erste gemeindeeigene Elektrizitätswerk Württembergs und 1903 die zu seiner Zeit modernste Wein-Kelter in Europa (heute Weinmanufaktur Untertürkheim) und schließlich 1904 das Gemeinde-Mehrzweckhaus mit Lehrsälen, der „Frauenarbeitschule“ und Brennerei in Betrieb genommen werden.
Ferner wirkte er entscheidend mit bei der Gründung der Freiwilligen Feuerwehr, der „Weingärtnergesellschaft Untertürkheim“, der Ansiedlung der Daimler-Motoren-Gesellschaft in Untertürkheim sowie der Verlegung und Kanalisierung des Neckars.
Das Verhandlungsgeschick des Untertürkheimer Schultes Eduard Fiechtner mit Gottlieb Daimler und Wilhelm Maybach gab 1900 den Ausschlag, dass die Daimler-Motoren-Gesellschaft nach Untertürkheim kam und nicht nach Schorndorf ging. Fiechtner garantierte Daimler einen Eisenbahnanschluss und Elektrizität aus dem neu gebauten Wasserkraftwerk zu. Am 15. August 1900 unterzeichneten Vertreter der Gemeinde und des Autounternehmens den Vertrag über „185.000 Quadratmeter Baugebiet im Gewann Kies“.
Am 1. Oktober 1904 wurde das fünfundzwanzigjährige Amtsjubiläum Schultheiß Fiechtners festlich begangen und ihm das Ehrenbürgerrecht der Gemeinde Untertürkheim verliehen. Mit der Eingemeindung nach Stuttgart am 1. April 1905 ging er in Pension.
Eduard Fiechtner war mit Luise Metzger aus Leonberg verheiratet. Von ihren 14 Kindern überlebten zwölf. Nachdem Luise nach der Geburt des vierzehnten Kindes gestorben war, heiratete er die Witwe Thekla Diez geborene Winter aus Ludwigsburg. 
Sein Grab befindet sich auf dem Untertürkheimer Friedhof in der Nähe der Aussegnungshalle. Es wird seit Eduard Fiechtners hundertstem Todestag im Jahr 2022 vom Bürgerverein Untertürkheim e.V. gepflegt, den er nach der Eingemeindung Untertürkheims mitgegründet hatte und dem er die ersten zwei Jahre vorsaß. Die Freiwillige Feuerwehr, die Weinmanfaktur und die Arbeitsgemeinschaft Untertürkheimer Vereine sind ebenfalls an der Grabpflege beteiligt.
Ein Urenkel von Eduard Fiechtner ist der Schriftsteller Urs M. Fiechtner.